# Киевка (Саратовская область)
Киевка — село в Новоузенском районе Саратовской области, в составе сельского поселения Олоновское муниципальное образование. Село расположено на левом берегу реки Чертанла в 46 км северо-восточнее города Новоузенска.
Население — 172 (2010).

## История
Казённое село Киевка упоминается в Списке населённых мест Самарской губернии по сведениям за 1889 год. Село относилось к Орлово-Гайской волости Новоузенского уезда Самарской губернии. Впоследствии передано в состав Николаевской волости.
Согласно Списку населённых мест Самарской губернии 1910 года в селе Киевке Николаевской волости проживало 464 мужчины и 493 женщины, деревню населяли бывшие государственные крестьяне, преимущественно малороссы, православные и сектанты, в деревне имелись церковь, церковно-приходская школа, 2 ветряные мельницы,
по воскресеньям проводились базары.
В 1919 году в составе Новоузенского уезда село включено в состав Саратовской губернии.

## Население
Динамика численности населения по годам:
| Годы      | 1889 | 1897 | 1910 | 2002 |
| --------- | ---- | ---- | ---- | ---- |
| Население | 595  | 742  | 957  | 202  |

| 2002 | 2010 |
| ---- | ---- |
| 204  | ↘172 |

Национальный состав
Согласно результатам переписи 2002 года большинство населения составляли русские (74  %).